# Porfirio Lobo
Porfirio Lobo Sosa, conocido como «Pepe Lobo» (Trujillo, 22 de diciembre de 1947), es un político y catedrático y administrador de empresas hondureño que se desempeñó como el noveno presidente constitucional de la República de Honduras desde 2010 hasta 2014. Miembro del Partido Nacional y exdiputado del Congreso Nacional de Honduras desde el 25 de enero de 1990, fue presidente del Congreso Nacional de Honduras desde el 25 de enero de 2002 hasta el 25 de enero de 2006. Quedó en segundo lugar por detrás de Manuel Zelaya con el 46% de los votos en las elecciones generales de 2005. Después de que los militares derrocaron a Zelaya en un golpe de Estado, Lobo fue elegido presidente en las elecciones presidenciales de 2009 y asumió el cargo el 27 de enero de 2010.

## Primeros años y formación
Porfirio Lobo nació en Trujillo, el 22 de diciembre de 1947. “Pepe”, como es comúnmente conocido, fue el último hijo del matrimonio formado por José Porfirio Lobo López y Rosa Sosa Hernández. El padre de Porfirio Lobo fue un líder político nacionalista en el departamento de Olancho de donde era originario.
El pequeño “Pepe” creció en la hacienda que la familia regentaba en La Empalizada, cerca de Juticalpa, junto a sus tres hermanos. Sus primeras letras las aprendió en la escuela primaria del Niño Jesús de Praga en Juticalpa del departamento de Olancho. Realizó sus estudios secundarios en el Instituto San Francisco, ubicado en la capital del país, exactamente en la ciudad de Comayagüela, durante los años de 1961 a 1965.

Al concluir el bachillerato se trasladó a la ciudad de Miami, Estados Unidos de América, para cursar estudios en administración de empresas en la Universidad de Miami, donde se graduó en 1970 como Licenciado en Administración de Empresas.
El currículum oficial de “Pepe” Lobo omite toda referencia a un pasaje oscuro de su etapa formativa que algunos adversarios políticos le han echado en cara y que él no ha desmentido: que durante una temporada residió en Moscú, como alumno de unos cursos de Ciencias Políticas impartidos por la Universidad Patrice Lumumba, actualmente Universidad Rusa de la Amistad de los Pueblos, la cual acogía en sus aulas a miles de estudiantes de Asia, África y América Latina.
Luego de terminar sus estudios universitarios, regresó al país y desde entonces, por más de 38 años, se ha dedicado a las actividades de agricultura y ganadería, primero como ayudante de su padre y luego ya en forma independiente.
Desde muy joven se involucró en la actividad política con el Partido Nacional junto a su padre. A los 20 años fue presidente de la Juventud Nacionalista de Olancho y desde ahí continuó el ejercicio de diversos cargos dentro del partido hasta llegar a ocupar la presidencia del Comité Central.
Por 11 años se dedicó a brindar sus conocimientos, en el instituto público La Fraternidad de Juticalpa, en donde impartió clases de inglés y economía a los jóvenes. Además, se integró como miembro activo del Comité para la Defensa de los Derechos Humanos (CODEH). Asimismo, “Pepe” Lobo fue uno de los fundadores del Consejo Nacional de Productores para la Política Agrícola de Honduras (CONPPAH) y de la "Asociación de Ganaderos y Agricultores de Olancho (AGAO)".
Desde 1989 fue elegido diputado ante el Parlamento en tres ocasiones consecutivas por el Partido Nacional, de cuyo Comité Central fue presidente por primera vez entre 1999 y 2001, y luego desde 2005 hasta el 2010. Asimismo, “Pepe” Lobo fue miembro del comité de campaña de la candidatura de Ricardo Maduro en 2001. Además fue gerente de la estatal Corporación Hondureña de Desarrollo Forestal (COHDEFOR) entre febrero de 1990 y junio de 1992, en el Gobierno del presidente, Rafael Leonardo Callejas (1990-1994).

## Elecciones de 2005

### Primarias
Porfirio Lobo Sosa, entonces presidente del Congreso de la República, lanzó su candidatura a la presidencia de Honduras en noviembre de 2004, con la fundación de un movimiento dentro del Partido Nacional de Honduras (PNH) denominado 'Seguridad y Trabajo'... la decisión del Sr. Lobo de iniciar temprano su campaña presidencial se interpretó como una medida de la vieja guardia dentro del Partido Nacional para conseguir una ventaja sobre su principal contricante, el alcalde de Tegucigalpa, M.D.C. Miguel Rodrigo Pastor Mejía líder del movimiento 'Nuevo Tiempo'.
"El 20 de febrero de 2005, al cabo de una feroz competición interna en la que se apoyó en el nacionalismo más tradicional," Lobo con el 62.2 % de los votos venció a Miguel Pastor (34.97 %), Gilberto Goldstein (1.88 %) José de Jesús Flores (0.86 %) y se llevó la candidatura presidencial del partido gobernante.
Porfirio Lobo Sosa ganó las elecciones primarias a sus tres contendientes en gran parte por su campaña en favor de restaurar la pena de muerte, la cual fue derogada en el país, a mediados del siglo XX. Lobo había criticado con dureza, el brutal asesinato de 28 personas en San Pedro Sula en diciembre del 2004 a manos de pandilleros. Los asesinos dispararon en contra de estas inocentes personas dentro de un autobús. Además de herir a otras 29 personas.
Según Arturo Corrales de la firma encuestadora Ingeniería Gerencial "Tras la matanza y la posición de mano dura adoptada por Lobo, las encuestas comenzaron a ser favorables." De acuerdo a Corrales "Lobo Sosa ganó por apoyar la pena de muerte, lo que caló en la mentalidad del votante." Para el excanciller Ernesto Paz Aguilar: "La muerte de tantas personas influyó enormemente en la elección y planteó la necesidad de aplicar una política de seguridad, centrada en la mano fuerte del gobierno.".

### Generales
Las elecciones generales de Honduras se llevaron a cabo el domingo 27 de noviembre de 2005. Lobo y su compañero de fórmula, el empresario Miguel Canahuati, llegaron al día de las elecciones liderando en las encuestas. Al término de la justa electoral, con 151 mesas contabilizadas de las más de 13 800, Manuel Zelaya Rosales obtenía 50.79 % de los votos. Arístides Mejía, presidente del Tribunal Supremo Electoral anunciaba al opositor, Zelaya como ganador.
Pero Lobo Sosa (favorito para ganar las elecciones) y los líderes de su partido no aceptaron inicialmente la derrota. Estos, esperaban el cierre del escrutinio para pronunciarse. El Partido Nacional "insistirá que se cuenten todos y cada uno de los votos para asegurar que el nuevo presidente de la república sea elegido por elecciones populares y no por autoproclamaciones basadas en encuestas viciadas", dijo Gilberto Goldstein, presidente del Partido Nacional.
Once días después de haberse llevado a cabo las elecciones presidenciales, Porfirio Lobo reconoció el triunfo de Manuel Zelaya Rosales. “Pepe” Lobo anunció que su partido hará una oposición constructiva y declaró que "por el bien de Honduras" se comunicó con Zelaya para desearle "el mayor éxito en su gobierno". Aunque el Tribunal Supremo Electoral (TSE) no había declarado oficialmente a Zelaya como ganador de los comicios, este ente ratificó su ventaja en las urnas cuando solo faltaba el escrutinio del 10 % de los votos.
"Varios factores se combinaron para influir en el resultado, incluyendo la impopularidad de la administración del presidente saliente, Ricardo Maduro, un deseo de cambio entre el electorado. Pero influyó aún más la agresiva campaña encabezada por Lobo Sosa, quien prometió a los hondureños la reintroducción de la pena de muerte como un medio para reducir los crímenes en el país. Zelaya Rosales por el contrario, tuvo un enfoque más integral al incluir en su agenda electoral programas de rehabilitación para los jóvenes y la cadena perpetua para combatir la violencia. Esto le ganó un alto nivel de respaldo entre los votantes.

## Elecciones de 2009

### Elecciones primarias
Para las elecciones primarias de 2008, Porfirio Lobo dejó atrás su lema de 'Seguridad y Trabajo" y re-nombró a su movimiento "Cambio Ya". El 15 de julio del 2008 'Pepe' inscribió su oficialmente su candidatura, señalando él mismo, que: “Cambio Ya" es lo que están pidiendo todos los hondureños, cambio ya significa ponerle fin a la escasez de alimentos, al alza de los combustibles, la improvisación y todas las malas decisiones de este gobierno”, …“Debemos convertirnos nuevamente en el partido que lucha por las grandes mayorías y que se abre sin titubeos a la inclusión de toda la diversidad que compone nuestra nación”, …“Es hora que recuperemos nuestra obligación y responsabilidad cívica de participar en la transformación de Honduras, es hora que cambiemos nuestra actitud y hagamos de la democracia una fiesta de transformación de Honduras. Honduras necesita un cambio y Pepe es cambio Ya”.
Durante el periodo de campaña política, el mensaje principal, consistió en un llamado al respeto y a la unidad de todos los sectores que conformaban el Partido Nacional de Honduras, contrario a cualquier campaña tradicional, Pepe Lobo sorprende a la población hondureña, dirigiéndose en términos favorables para los otros candidatos del proceso de elección primaria.

"Mario Facusse hombre de esfuerzo y lucha, Jesús Flores un baluarte del sector social, Mario Canahuati gran empresario de la maquila, uno de nosotros será el candidato del Partido Nacional. Todos somos buenos, pero el voto es una decisión de cada nacionalista, de cada hondureño, lo que sí les pido es que salgan a votar masivamente, para iniciar el cambio ya".
 Mensaje de Pepe Lobo en la campaña para la elección primaria del 2008.

Una vez finalizada la faena electoral, de acuerdo a informes provenientes del TSE, acudieron a las urnas nacionalistas un total de 726,728 ciudadanos. Porfirio Lobo Sosa Lobo arrolló a sus oponentes al haber recibido un total de 479,260 votos. Mario Canahuati, su más cercano perseguidor obtuvo 151,660 votos. Mientras tanto, la tercera fuerza electoral ocupada por el empresario Mario Facussé, obtuvo 13,126 sufragios y en último lugar quedó Jesús Flores, con 8,325. El total de votos válidos fue de 653,351 porque hubo 41,413 nulos y 31,964 blancos.
Luego de darse a conocer los resultados de las elecciones, Pepe Lobo declaró públicamente que: “No hay vencedores ni vencidos, lo que ha habido es una contienda que el partido necesita para buscar a sus candidatos, aquí no se trata buscar vencedores, ni quién es más ni quién es menos”. “Allá hay un hombre Mario Canahuati con un 20 por ciento del nacionalismo, ha hecho una lucha y merece compartir con él la victoria, lo que deberá ser en las elecciones de noviembre”. “Debemos felicitar a todos los nacionalistas, la lucha ha sido de unidad, fortalecimiento de la unidad de la familia hondureña que tanto necesita el pueblo hondureño”.

### Golpe de Estado y actitud de Lobo

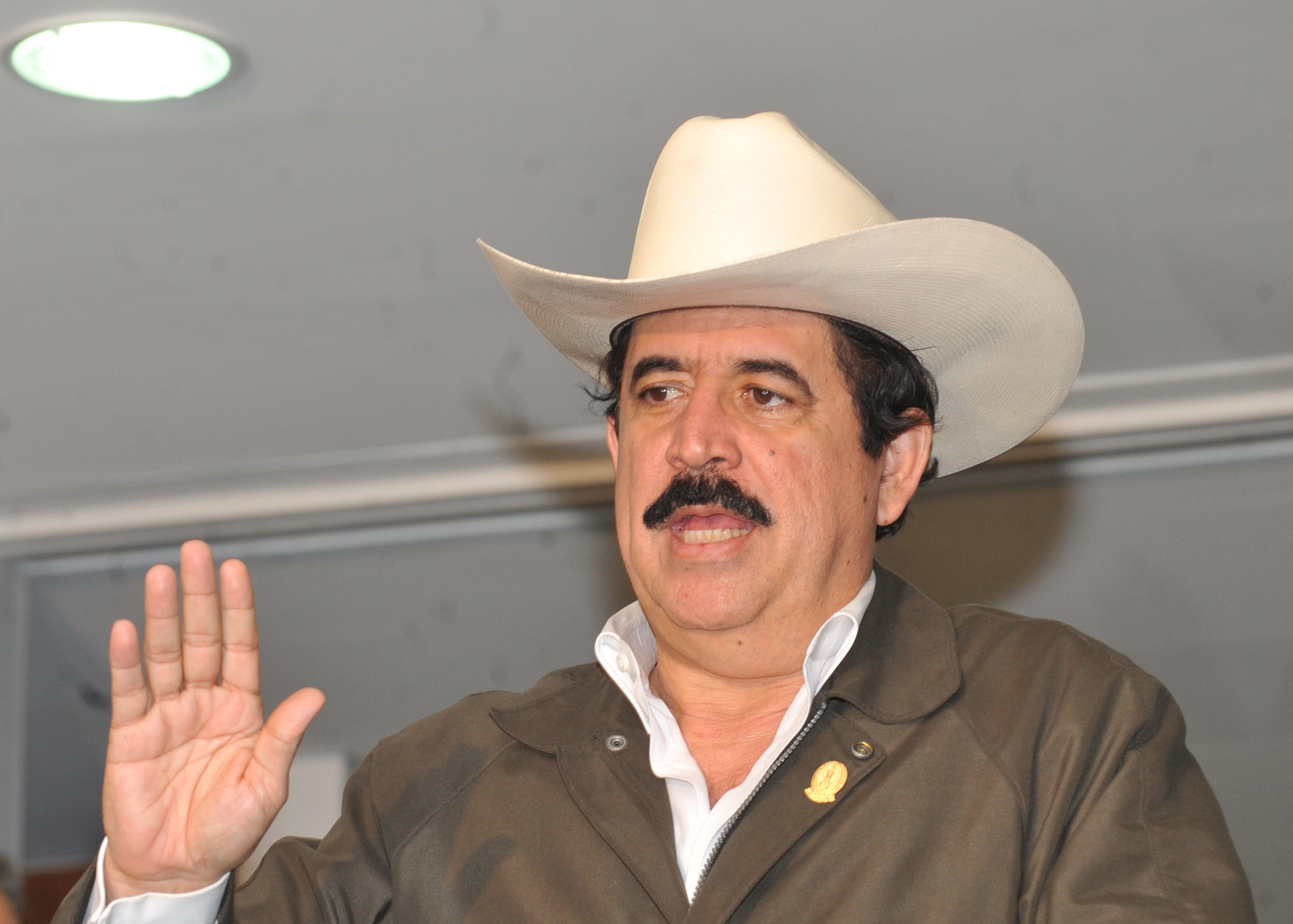
El presidente, Manuel Zelaya fue derrocado el 28 de junio de 2009

"El domingo 28 de junio de 2009, un contingente de militares asaltó la residencia del Presidente constitucional en turno, José Manuel Zelaya Rosales, luego de lo cual fue secuestrado y trasladado a la Fuerza Aérea Hondureña, para finalmente ser enviado a Costa Rica."
"La crisis comenzó durante la elección de los magistrados a la Corte Suprema de Justicia (CSJ) en enero de 2009, “donde se manifestó la mayor confrontación entre el Ejecutivo de Zelaya y el Legislativo que encabezaba Roberto Micheletti”.

Según el informe generado por la comisión de la verdad (CVR), el derrocamiento de Zelaya se derivó tras la llegada de funcionarios del Gobierno de Zelaya Rosales al Congreso Nacional a reunirse con la Bancada Liberal y “amenazaron con la ruptura del orden constitucional, sino se elegía a los magistrados que no figuraban en la lista de los 45 candidatos y que no habían participado en el proceso”.
Además de este impase se dio un enfrentamiento entre el Ejecutivo y los empresarios del país debido a la aprobación del salario mínimo, lo que fue consolidando el apoyo de los sectores organizados como gremios, sindicatos y pobladores, al Gobierno de Zelaya, quienes se convirtieron en el principal soporte social y político para la realización de la consulta pública conocida como cuarta urna.
Los comisionados encontraron "que en el ejercicio de la función pública y del poder, se produjo una injerencia en las competencias de los poderes del Estado más visibles, instituciones autónomas y descentralizadas, situación que condujo a una condición de incertidumbre y vulnerabilidad de la institucionalidad del Estado de derecho”.
“La convocatoria por parte del presidente a una consulta popular primero y a una encuesta después, marcó el elemento definitivo e irreversible de confrontación, que tuvo su desenlace en la captura por orden judicial del mandatario José Manuel Zelaya y después su expulsión a Costa Rica, ejecutándose de esta forma un golpe de Estado contra el Poder Ejecutivo”.
Durante este periodo,  Porfirio Lobo Sosa trató de mantenerse al margen de los acontecimientos. Mientras hacía su campaña política para llegar a la Presidencia “Pepe” Lobo fue invitado a diversos programas de televisión y radiales; cuando se le preguntaba sí consideraba que lo ocurrido era golpe de Estado o “sucesión constitucional” él respondía “a mi no me meta en eso, ese es problema de liberales” o evadía la pregunta con respuestas ambiguas.

### Campaña presidencial
La campaña presidencial 2009, arrancó con un llamado del gobierno de facto y del tribunal electoral a una "masiva participación." 'Pepe' Lobo y su contricante liberal, Elvin Ernesto Santos trataron de poner en el primer plano de su campañas, sus programas de desarrollo. Sin embargo, les fue imposible evitar la 'crisis política' del país, generada luego del derrocamiento de Manuel Zelaya y cayeron en una campaña sucia llena de acusaciones en cuanto a la crisis.
Entre los programas de desarrollo Lobo proponía programa de asistencia técnico-financiera a los micros, pequeños y medianos, productores del campo y la ciudad, que constituyen la base del aparato productivo del país. Mientras que Santos por una implementación de programa de "Desarrollo Empresarial Integral de las MIPYMES" como pilar fundamental para la generación masiva de empleos y mejorar la calidad de vida de los hondureños.

En la recta final de la campaña política, tanto Lobo Sosa como Elvin Santos "volvieron a ser protagonistas de zipizapes en torno a quién es o no responsable de la crisis política, que se produjo tras la destitución de Manuel Zelaya por violar la ley y la Constitución."  'Pepe' Lobo argumentaba "que la crisis política fue un problema creado por liberales. Elvin Santos se indignó por la acusación y le respondió a "Pepe" que no debía de rehuir de su responsabilidad en la crisis, pues la bancada de su partido en el Congreso Nacional votó a favor de la separación del expresidente Manuel Zelaya." Santos aseguró que Lobo Sosa "se ha encargado de dividir al Partido Liberal" por atribuir a este instituto la responsabilidad de la crisis. También le pidió a su mayor contendiente que "deje de comprar encuestas" en las que aparece como ganador de las elecciones.
Lobo Sosa le respondió a Santos diciendo: "Yo he dicho que no contesto agresiones". Aseguró que solamente ha dicho que los principales actores de la crisis nacional (el presidente Roberto Micheletti y le depuesto mandatario Manuel Zelaya) deben ponerse de acuerdo para terminar la con el cisma político. "Don "Mel" Zelaya debe pedir que se liberen los fondos de los organismos internacionales y Micheletti debe pedir que si no se los quieren dar que lo manejen las alcaldías, pedir eso no es agresión", aclaró.
El 23 de noviembre de 2009, "Porfirio Lobo, cerró...su campaña en un estadio de béisbol de Tegucigalpa con un llamamiento a la reconciliación de los hondureños para superar "las diferencias y unidos todos ver hacia adelante", y con un rechazo a las "imposiciones" externas. "No aceptaremos imposiciones políticas de ningún tipo, y quiero ser claro y que me escuchen allá en el Sur: ni del Sur, y que me escuchen en el Norte: ni del Norte. Somos nosotros los hondureños los que vamos a levantarnos como pueblo", afirmó. Mientras tanto Elvin Santos cerró su campaña diciendo "Este camino ha sido un camino como cuando nos azota un huracán. Este camino ha sido una crisis que ha golpeado a cada uno de los hondureños, nos ha golpeado a todos y cada uno de nosotros. Pero como todo en la vida esta crisis pasará, esta crisis quedará atrás en las próximas elecciones. Esa es la solución a la crisis".

### Elecciones generales (2009)

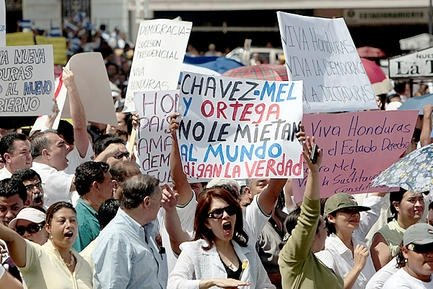
El primer gran desafío del Presidente Lobo, era lograr la unidad nacional y la reconciliación, tras el golpe de Estado de 2009

A principios de 2009 el aspirante presidencial por el partido liberal, Elvin Santos lideraba las encuestas. Según la encuesta de opinión CID Gallup entre el 3 y 8 de febrero de 2009, el candidato Elvin Santos del PLH habría recibido más apoyo que Pepe Lobo. Santos obtuvo cinco puntos más que el nacionalista. Pero su ventaja se evaporó y en octubre, a pocas horas de vencerse el plazo establecido en el cronograma del Tribunal Supremo Electoral para la divulgación de sondeos y encuestas políticas, una encuesta de Cid Gallup daba a 15 puntos de ventaja a Porfirio Lobo.
El 8 de noviembre el Partido Nacional auguraba un triunfo de 'Pepe' Lobo. Según el nacionalista, Fernando Anduray, los liberales perderían las elecciones "debido a que el pueblo le pasará la factura por los desaciertos cometidos por el expresidente Manuel Zelaya Rosales. Además, indicó que el Partido Liberal está dividido y su candidato, Elvin Santos, no tiene la autoridad suficiente para unir a los liberales que están inconformes por el trato que el mismo partido le ha dado al expresidente Manuel Zelaya Rosales." Anduray aseguraba que "el Partido Nacional está compactamente unificado y esta es una ventaja que Porfirio Lobo Sosa, tiene frente a Elvin."
El 29 de noviembre de 2009, las elecciones generales se llevaron a cabo en completa normalidad a pesar de que el depuesto presidente, Manuel Zelaya hizo un llamado a los hondureños a boicotear los comicios, y que la Organización de Estados Americanos (OEA) y el Centro Carter, no enviaron delegaciones a cubrir los comicios hondureños. Asimismo varias organizaciones internacionales expresaran preocupación por la situación de los derechos humanos y de la libertad de expresión.
Al final de la justa electoral, la elección resultó tener el más alto grado de participación en la historia de Honduras y "sin incidentes violentos"." Porfirio Lobo Sosa terminó ganando las elecciones. "Según los resultados finales del organismo electoral (TSE), escrutado el 100 por ciento de los votos, Lobo superó por 18,47 puntos a su principal rival, Elvin Santos, del gobernante Partido Liberal. Lobo sumó 1.213.695 votos, el 56,56%, y Santos 817.524 votos, el 38,09%.
Una vez elegido su tarea principal sería, la reconciliación política, en un país dividido a raíz del golpe de Estado. Tras conocer los resultados finales Lobo dijo “Con todo el cariño a mi partido, con todo mi corazón para mi partido, pero nuestro Gobierno va a ser para todos, independientemente de su partido”. Y luego añadió “Todos nos sentimos muy contentos porque ganó Honduras…hasta cierto punto me dan ganas de llorar porque todos los hondureños somos felices, porque hemos demostrado al mundo que somos únicos y que nadie nos puede mandar y ordenar nada”. Mientras tanto, "en la embajada de Brasil en Tegucigalpa, el depuesto presidente, Manuel Zelaya, reiteraba la ilegalidad del proceso y pedía su anulación. “Este proceso lo declaro, como presidente de los hondureños, ilegítimo, ilegal…no representa la voluntad del soberano por lo que tendrá que ser anulado y reprogramado en un Estado de Derecho” declaró."

## Reconocimiento internacional

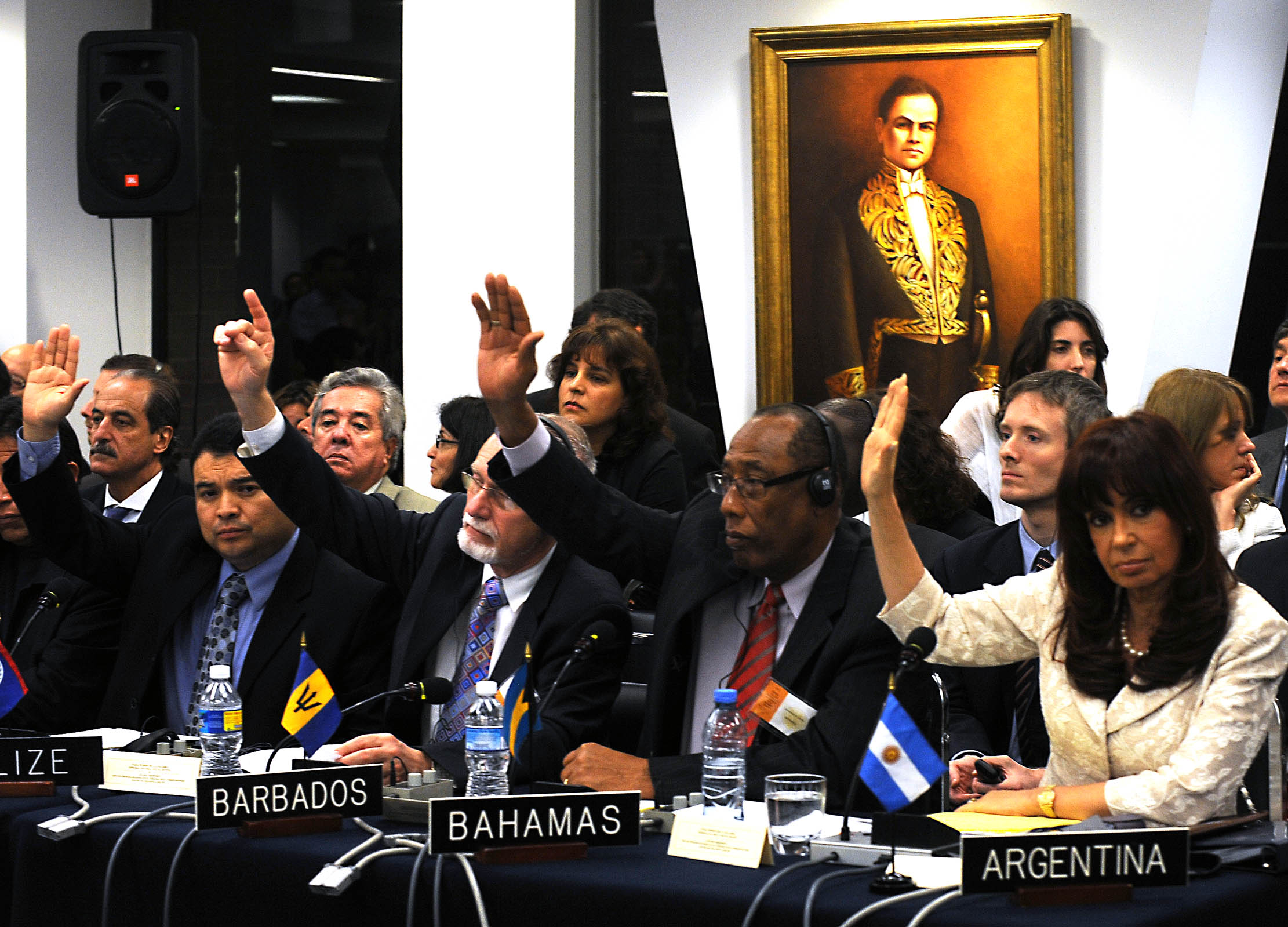
Inicialmente, Lobo no fue reconocido por la mayoría de los países miembros de la OEA como Presidente Constitucional de Honduras

Porfirio Lobo Sosa asumió la presidencia de la república de Honduras como el presidente más votado de la historia del país. Sin embargo, su gobierno no fue reconocido internacionalmente, en represalias por el derrocamiento de Manuel Zelaya Rosales como presidente de la República el 28 de junio de 2009. Lo acontecido en aquella fecha conllevó que la comunidad internacional suspendiera sus relaciones diplomáticas y todo tipo de ayuda económica, incluso excluyendo a Honduras de participar en importantes reuniones y cónclaves mundiales. Solo "Estados Unidos, Colombia, Canadá, Panamá, Costa Rica y Perú, le dieron su reconocimiento automático después de observar las masivas elecciones.
Por este motivo 'Pepe' Lobo se pasó la mayor parte de primer año de gobierno (2010) sumergido en lograr el reconocimiento de la comunidad internacional. El primer paso de su administración fue conseguir que Honduras regresará al seno del Sistema de Integración Centroamericana (SICA) el 20 de julio de 2010, durante una cumbre de jefes de Estado del organismo. Hasta febrero de 2011, menos de la mitad (92) de los países de la comunidad internacional reconocían el gobierno de Lobo.
En mayo de 2011, Honduras fue readmitida en el seno de la Organización de los Estados Americanos (OEA). Honduras obtuvo su reingreso gracias a 32 votos a favor y 1 en contra; Ecuador quien a través de su presidente Correa quien exigía la suspensión de todos los juicios contra Zelaya y su regreso a Tegucigalpa. Así mismo, Honduras se reincorporó a las cumbres iberoamericanas en 2012, tras las ausencias de 2009, 2010 y 2011.
Las negociaciones llegaron a su fin con la firma del llamado "Acuerdo para la Reconciliación Nacional y la Consolidación del Sistema Democrático en la República de Honduras" por parte de Zelaya y Lobo, quienes se vieron cara a cara en una reunión realizada en la ciudad colombiana de Cartagena de Indias.

## Gobierno (2010-2014)

### Primer año de gobierno
Porfirio Lobo fue reprobado por la ciudadanía hondureña en su primer año de gobierno. De acuerdo a una encuesta realizada por el Instituto Universitario de Opinión Pública (IUDOP) en conjunto con el Equipo de Reflexión, Investigación y Comunicación (ERIC) de Honduras, Lobo Sosa fue calificado con una nota promedio de 5.11, en una escala de 0 a 10.

Al término de 2010 casi la mitad de la gente (45.5%) opinaba que el país había empeorado bajo el gobierno de Lobo. Mientras que el 39.3 % aseguraba que las cosas seguían igual, y solo el 14.5% consideraba que el país había mejorado. Sin embargo, cuando se indaga si la gestión Lobo representa un cambio positivo o negativo, 49% de los encuestados dijeron que el cambio era positivo contra un 38% que era negativo. 7.8% aseguraban que la gestión Lobo es más de lo mismo.
Entre los logros atribuidos a Lobo Sosa en su primer año de gobierno se destacan, la aprobación del Plan de Nación y el otorgamiento del Bono 10 000, como las dos únicas promesas que el presidente ha logrado comenzar a cumplir en 2010. El Plan de Nación se viene analizando desde 1998 pero es hasta el gobierno de Lobo Sosa que se hace realidad su aprobación. Aunque no está puesto en marcha en su totalidad, ya se conocen algunos aspectos importantes como su primer objetivo que es erradicar la pobreza extrema; ciudadanos educados, sanos y con sistemas de previsión social para 2022.
Por otro lado, los principales fracasos de Lobo en su primer año de gobierno fue la mayor violencia e inseguridad, lo cual representa una de las principales fuentes de preocupación dentro de la población hondureña. 63.4% de los hondureños creen que la delincuencia aumentó durante el 2010. 25.2% aseguró que las cosas estaban iguales y solo el 11.4% pensó que la delincuencia disminuyó.
Asimismo un 51,75% de la población aseguró que la presencia del narcotráfico aumento en el país. Mientras que 23,45% aseguró haber sido víctima directa de un hecho delincuencial. “Un dato revelador relacionado con las instituciones encargadas de velar por la seguridad de la población, es que 50,8% de las y los hondureños cree que la policía está involucrada con la delincuencia, solo un poco más de la quinta parte 22,0%  considera que la policía protege a los ciudadanos, el 18,9% opina que algunos miembros de la policía protegen a otros que están vinculados al crimen”, señala la encuesta del IUOP y el ERIC.

### 2011

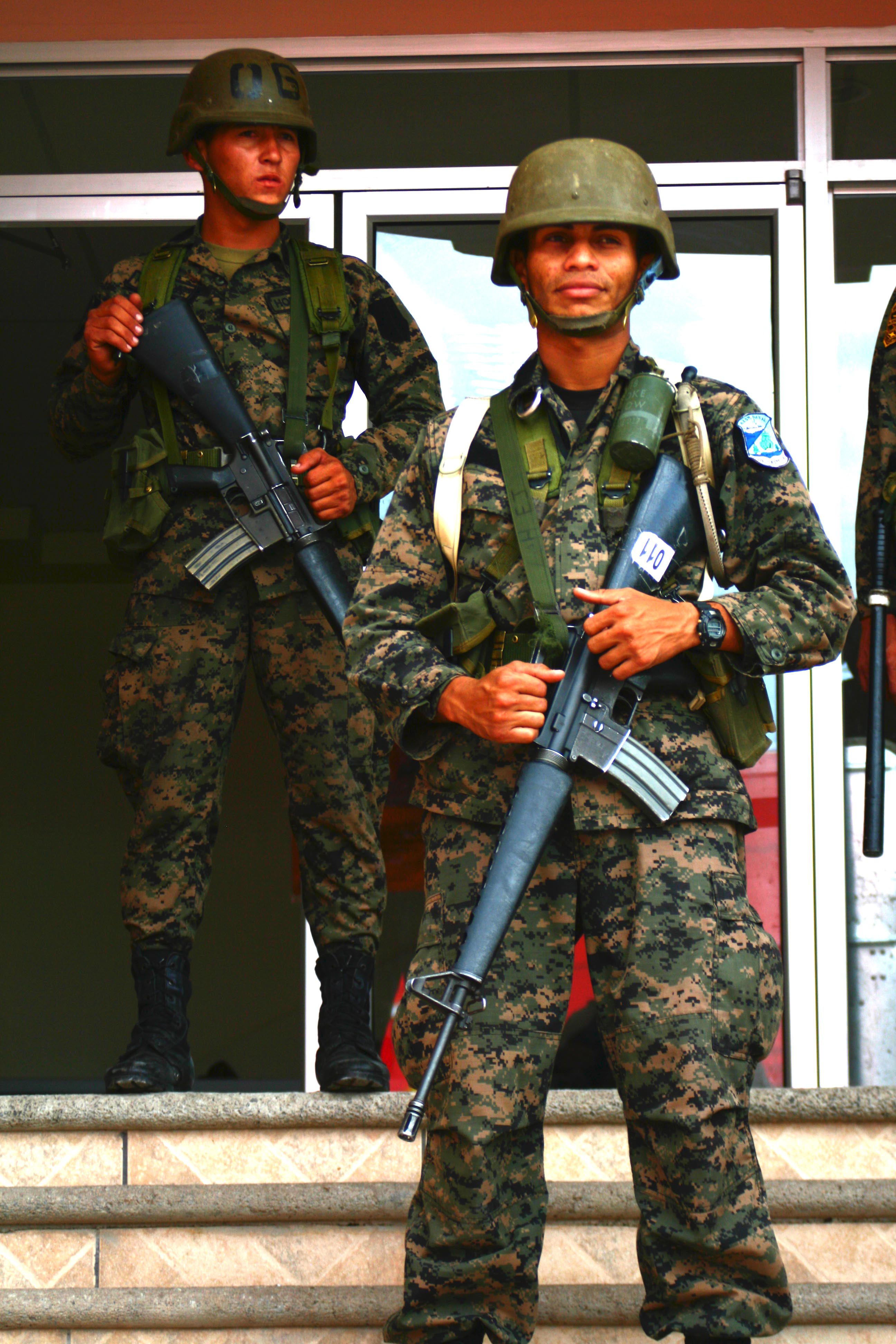
Para combatir la delincuencia, Lobo envió el ejército a las calles en la denominada "Operación Relámpago"

"El Gobierno del presidente Porfirio Lobo Sosa llegó a la mitad de su gestión con una serie de promesas incumplidas." En un sondeo de opinión pública divulgado por el Equipo de Reflexión, Investigación y Comunicación de la Compañía de Jesús, la mayoría de los hondureños, le otorgan a la administración Lobo Sosa un desempeño 4,6 puntos de una escala de 10.
La calificación es menor a la otorgada en el 2010, que fue de 5,11, debido especialmente a que los ciudadanos perciben más fracasos que aciertos. Los fracasos de los últimos dos años de acuerdo a la mayoría de la población, se centran además del desempleo, la inseguridad, casualmente las principales promesas políticas del Presidente. Durante su gobierno, Honduras alcanzó una tasa de 82,1 homicidios por cada 100 000 habitantes... cifras que no se veían en el continente desde los años 80 en Colombia.
Sin embargo el presidente Lobo aseguró que "Honduras avanza con paso firme y con la esperanza de mejorar en materia de seguridad, empleo e inversión." El miércoles, 25 de enero de 2012, Porfirio Lobo Sosa destacó los logros de su administración en su segundo año de gobierno ante el congreso nacional, en el marco de la instalación de la tercera legislatura 2010-2014 de ese poder del estado. "Lobo Sosa recordó que hace dos años, cuando asumió el poder de la nación, su primer gran desafío fue lograr la unidad nacional y la reconciliación, lo que no fue fácil, pero gracias al diálogo, la democracia prevaleció y prueba de ello es que el sector patronal y obrero llegaron por primera vez a un consenso salarial." En materia social Lobo resaltó los programas sociales como el Bono 10 Mil" entre otros.
Lobo Sosa "añadió que con la reactivación del Consejo Nacional de Defensa y Seguridad, operadores de justicia más protegidos y menos condescendientes con los delincuentes, la depuración de los entes administradores de justicia, la 'Operación Relámpago', el endurecimiento de penas en delitos como la extorsión, la correcta aplicación de medidas sustitutivas y el respaldo de Colombia, Chile, Estados Unidos y España, todo cambiará."“Avanzamos en todos las vías, en energía, vamos adelante con Patuca III, los Llanitos y Jicatiyo y el proyecto eólico de Cerro de Hula, que lo inició el expresidente Zelaya, así como ya empezamos con el paquete de pequeños proyectos de energía renovable que ustedes aprobaron en ese Congreso Nacional” dijo.

### Corrupción policial
El asesinato de dos estudiantes universitarios en octubre de 2011 a manos de la policía, destapó en Honduras una ola de corrupción relacionada con las drogas que infecta virtualmente todos los estratos de la ley y el orden en Honduras. El asesinato de los universitarios provocó la reacción de diversos sectores exigiendo la depuración de la Policía, entre ellos el Comisionado de los Derechos Humanos, Ramón Custodio, y la rectora de la Universidad Nacional Autónoma, Julieta Castellanos, madre de uno de los estudiantes asesinados.
Según el Miami Herald, la Policía Nacional de Honduras estaba estrechamente vinculados con los carteles de la droga, los cuales, a su vez, cuentan con la protección de políticos, jueces y fiscales. Según fuentes policiales, militares y de derechos humanos de Honduras, los crímenes cometidos por las autoridades de este país van desde el asesinato hasta la extorsión y el robo de automóviles.
Incluso las operaciones de drogas son administradas a menudo por la policía, con la complicidad de sus jefes, quienes andan en carros de lujo y viven por encima de sus medios. Son robados almacenes de armas de la policía y las fuerzas armadas y los pertrechos van a parar a Colombia.
Ante este problema, el presidente Lobo insistió en que "jamás imaginé el problema que había en la Policía", "Tenía la confianza de que un ministro que estuvo casi cuatro años con (Ricardo) Maduro y dos años" en su gobierno "pudiera resolver la problemática", dijo Lobo en alusión al exministro de Seguridad, Óscar Álvarez, a quien destituyó el 10 de septiembre de 2011, por una fuerte presión desde los cuarteles policiales.
Antes de que fuese destituido por el presidente Lobo, Óscar Álvarez, había acusado públicamente a la policía de ser "controladores de tráfico aéreo” para los aviones de la droga, y anunciaba la necesidad de depurar la policía.
La gravedad del problema llevó al presidente Lobo y su ministro de seguridad (Pompeyo Bonilla) a reunirse en Miami con altos funcionarios del Consejo Nacional de Seguridad y del Departamento de Estado de los Estados Unidos para discutir el asunto. Además de la asistencia norteamericana, expertos de Colombia y Chile tras una evaluación que hicieron por separado sobre la Policía Nacional hondureña llegaron a la conclusión de la necesidad de una depuración policial.

### 2012

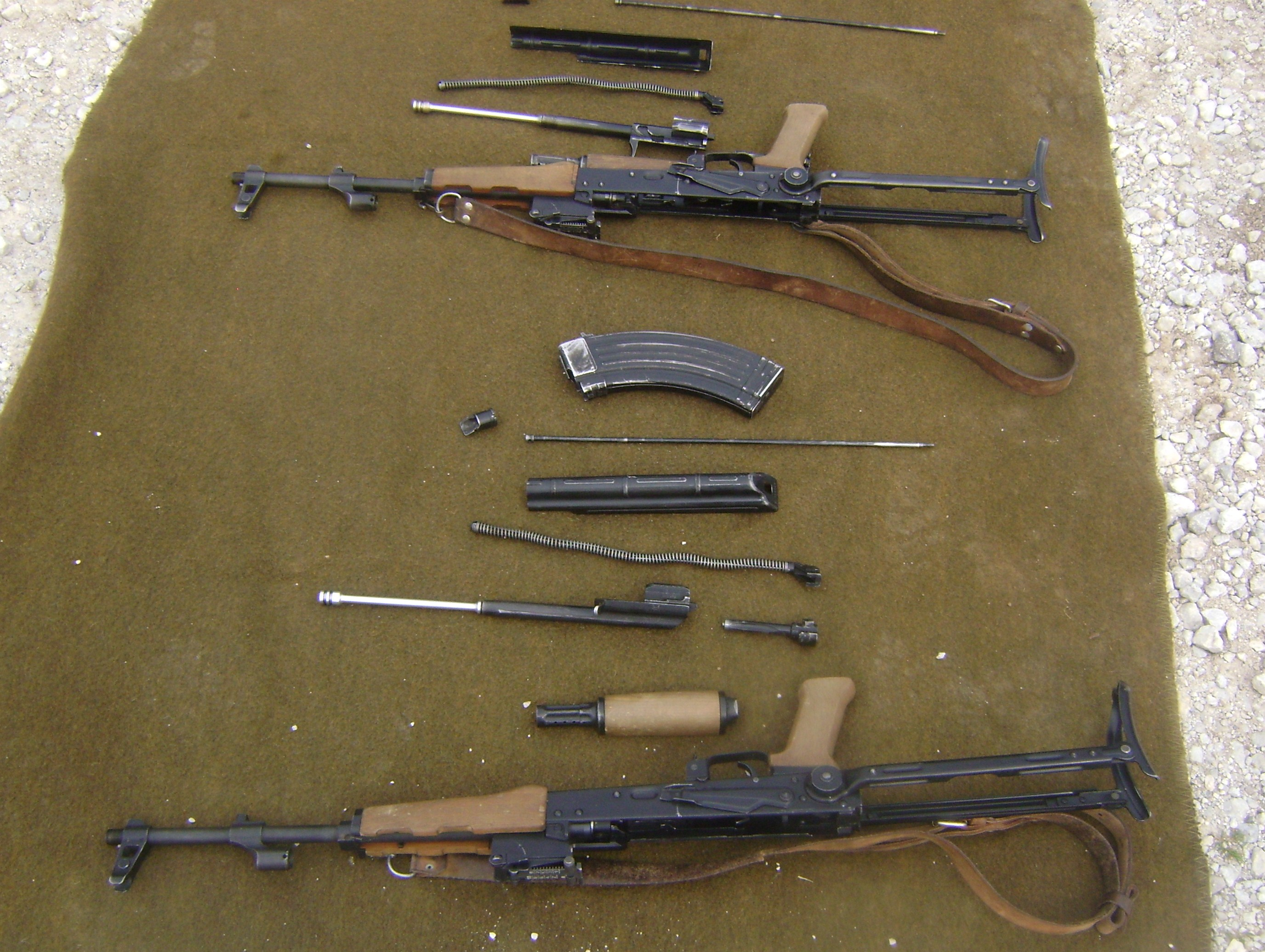
En Honduras, 8 de cada 10 asesinatos son cometidos con armas de fuego

En el 2012 de acuerdo con "el Sondeo de Opinión Pública, realizado por el Equipo de Reflexión, Investigación y Comunicación (ERIC), los hondureños y las hondureñas calificaron el tercer año de administración de Porfirio Lobo Sosa con una nota promedio de 4,07 en una escala de cero a diez. El Sondeo de Opinión Pública arrojó que el 88,4 por ciento de la población percibe que aumentó o siguió igual la presencia del narcotráfico y que nueve de cada diez hondureños y hondureñas consideran que la violencia aumentó o se mantuvo en 2012."
Durante estos tres años, la administración de Lobo Sosa fue incapaz de solventar la inseguridad que agobia al pueblo hondureño y su gobierno se convirtió en el más sangriento de la era moderna. En el año 2012, fueron asesinadas 7 172 personas, superando por 68 la cifra de 2011 y por 933 la de 2010. "En tres años de gobierno de Lobo ha habido 20 515 asesinatos y que esos tres años suman 1 096 días (ya que 2012 fue bisiesto), significa que hay un promedio de 18,71 homicidios diarios en Honduras, de 130,97 a la semana y de 561,3 al mes."
Ante estos números, Lobo dijo “Todos sienten que ha mejorado”, refiriéndose al tema de la inseguridad. Aunque las muertes se redujeron en un 1% en comparación con la de 2011, "en el país prácticamente cada hora es asesinada una persona, pues el promedio es de 0,77 homicidios por hora."
En septiembre de 2012, el gobierno de Lobo dio luz verde al polémico proyecto, de las ciudades modelos en el país con el propósito de impulsar el desarrollo, pero sus críticos hablan de nada menos que de privatización del suelo hondureño: las ciudades modelos serán construidas por inversionistas privados y manejadas de manera autónoma. Sin embargo, defensores de las ciudades modelos desmintieron esta versión. "El Estado de Honduras seguirá ejerciendo su derecho a la soberanía en materia de defensa y relaciones exteriores sobre las ciudades modelos, así que no es una venta del territorio", dijo el presidente del Congreso, Juan Orlando Hernández.
En octubre de 2012 por mayoría de votos, el pleno de la Corte Suprema de Justicia declaró inconstitucional el Decreto Legislativo n.º 283-2010 que crea las ciudades modelos en Honduras. Los quince magistrados que integran el pleno resolvieron el recurso de inconstitucionalidad interpuesto hace exactamente un año por la Asociación de Juristas por el Estado de Derecho.
Este fallo, unido al fallo de "inconstitucionalidad contra las pruebas de confianza que se aplican a la policía" le costó el puesto a "los magistrados José Antonio Gutiérrez Navas (presidente), Gustavo Enrique Bustillo Palma, Rosalinda Cruz Sequeira y José Francisco Ruiz Gaekel." El 12 de diciembre de 2012, "con un total de 97 votos a favor y 31 en contra, el Congreso de Honduras que lidera Juan Orlando Hernández, aprobó la destitución inmediata de los cuatro magistrados de la Corte Suprema de Justicia... la destitución, fue impulsada por la bancada nacionalista."
En enero de 2013, "el Congreso Nacional (CN) de Honduras aprobó... con la dispensa de dos debates, las denominadas Ciudades Modelo, en el marco de un prolongado debate en el que se cuestionó nuevamente la violación de la soberanía nacional por cuya causa el primer decreto de ley había sido declarado inconstitucional por la Corte Suprema de Justicia. Según "Juan Orlando Hernández, quien además cuenta con el respaldo para esa iniciativa del presidente hondureño, Porfirio Lobo, asegura que las ciudades modelos, serán zonas de desarrollo similares a Hong Kong o Singapur."

### Incremento de la criminalidad
La administración de Porfirio Lobo Sosa fue el gobierno más violento de la historia hondureña, con excesivos números de casos de asesinatos.
Durante la administración de Porfirio Lobo entre el mes de enero de 2010 a diciembre de 2013, fueron asesinadas más personas que todos los asesinatos ocurridos en la década de 1990 en la que se asesinaron 16 mil personas. Durante el gobierno de Porfirio Lobo 27,042 personas perdieron la vida.
Debido a la ineficacia del ministerio público el 95 % de los crímenes no fueron investigados por lo que 26 mil asesinatos en el país no fueron investigados, los sicarios no fueron perseguidos, ni capturados, ni enjuiciados y quedaron en la impunidad. Estos asesinatos sobrepasan a los ocurridos en toda la década de los años 90.
Siendo el estado de Honduras el patrocinador de estos asesinatos debido a su inacción y a su falta de persecución de los crímenes.
Las causas y móviles de los delitos realizados es por robo de automóviles o motocicletas, robo de teléfonos celulares, secuestros, extorsión y chantajes, de los cuales muy pocos son los autores y hechores castigados y penados en juicio formal.
En 2010 se registraron alrededor de 6339 asesinatos; en 2011 se registraron 7104; en 2012 se registraron 7172 y en el año 2013 se registraron 6427, véase el incremento de margen de inseguridad en el país centroamericano. Su gobierno finalizó con una tasa de asesinatos de 85 por cada 100 mil habitantes, contrastando con la baja tasa de asesinatos en su país vecino, Nicaragua, la cual es de 12 asesinatos por cada 100 mil habitantes, en donde en su mayoría son investigados y los criminales son castigados.
Durante el gobierno de Porfirio Lobo fueron asesinadas 26 mil personas, más que todos los asesinatos ocurridos en Honduras en el siglo XX y el doble de los asesinatos ocurridos en la década de 1990.
Un factor importante en el aumento de estos crímenes fue el que por lo menos tres alcaldes de su gobierno lideraran bandas de secuestradores y sicarios, entre ellosː
- Mario Alberto Urbina Soto, exalcalde de Yoro, acusado de liderar una banda de narcotráfico y sicariato que había asesinado a más de 137 personas y abusado sexualmente de una gran cantidad de mujeres quienes se negaron a entregarles sus bienes; casas, ganado, etc.[48][49][49]

- José Adalid González, exalcalde de Sulaco, era líder de la banda de criminales denominada "Los Banegas" dedicados al asalto de autobuses, carros repartidores de productos, robo de ganado y sicariato.[50][51][52][53] Entre la banda de criminales se encuentranː Máximo Banegas Garay (“Chimino”), Pedro Antonio Banegas Hernández, Isidro Banegas Cruz, Calixto Banegas Hernández, Elías Donaldo Galindo Castro, Orlin Omar Rosales Cruz, alias Pelillo, César Augusto Salgado, alias Torombolo, y Juan Pablo Banegas.[54] Se le acusa de ordenar cometer más de 60 crímenes.[55] Esta banda llegaba con agentes de policía junto a sicarios disfrazados de policías, obligaban a las personas a salir de sus casas amenazándolas con que incendiarían sus casas para luego asesinar a sus víctimas y apoderarse de sus bienes.[56][54][57] Entre sus víctimas se encuentran Fran Reinieri Murcia Rodríguez, Sandra Cálix y su madre Georgina Orellana. Además Marco Tulio Rodríguez, Damacio Orellana, Carlos Hernández, Secundino Orellana Romero y Medardo Romero.[58]

### Corrupción en el Instituto de la Propiedad
El presidente del instituto de la propiedad es electo por el presidente de Honduras, durante la administración de Porfirio Lobo se llevaron a cabo numerosos actos de corrupción en el instituto de la propiedad, tales como la falsificación de firmas, privatización de terrenos ejidales, venta del mismo lote a diferentes personas en diferentes departamentos, entre ellos Valle,, La Ceiba, Cortés, e Islas de la Bahía. y el Distrito Central.

### Economía
El presidente Lobo desmanteló las reformas sociales de Manuel Zelaya en favor de una política económica más liberal: derogación del Decreto 18-2008, que otorgaba tierras a los campesinos, suspensión del salario mínimo, adopción de la Ley de Empleo Temporal (que permite contratar trabajadores "por horas", impidiendo así su posible sindicalización y el acceso a los derechos sociales), reforma del estatuto del profesorado y privatización parcial de la enseñanza, y ley de concesión de recursos naturales, que permitía sacar a subasta recursos como el agua.

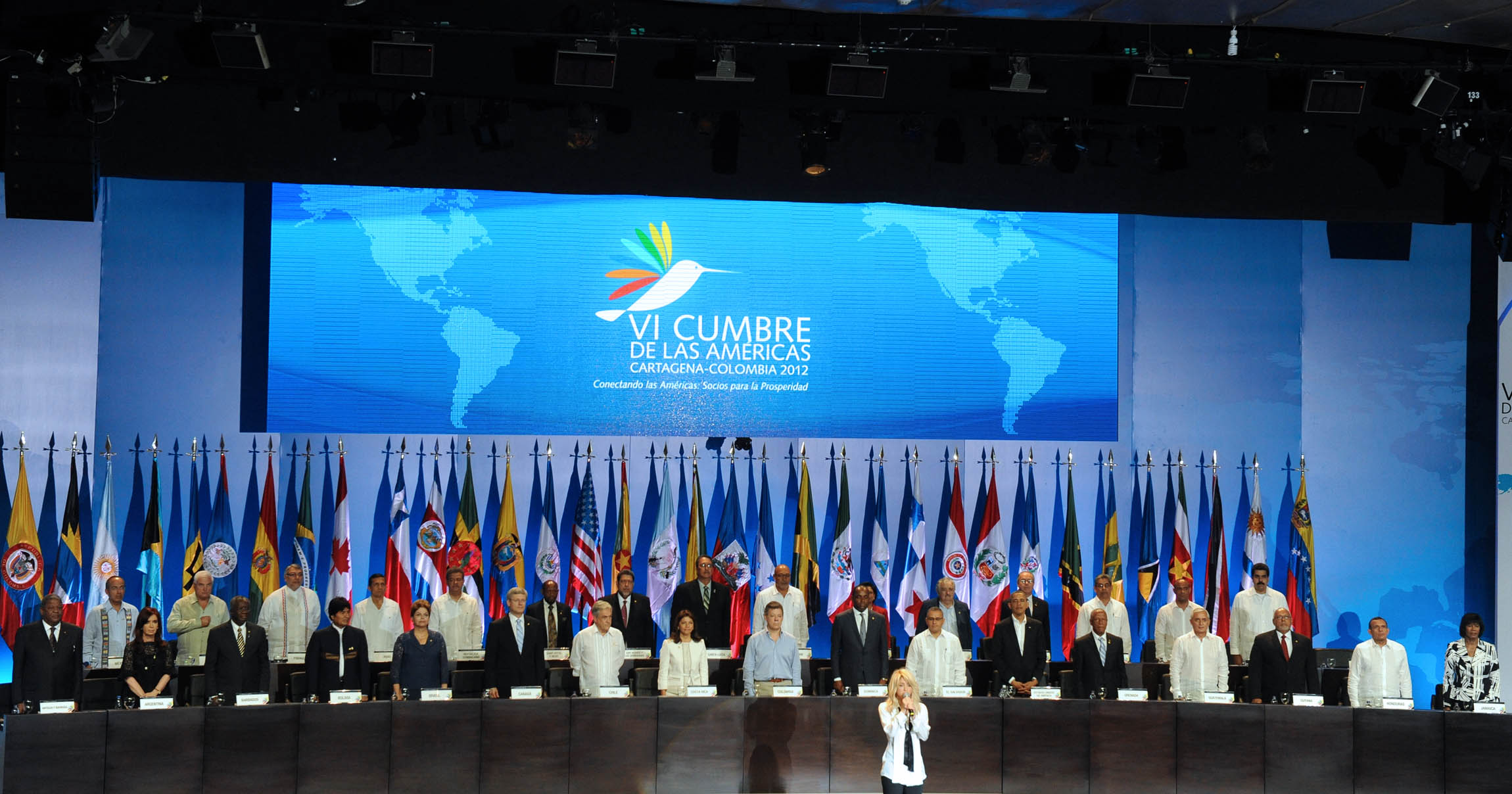
Pepe Lobo en la cumbre de Cartagena

En 2011 un 74,7% de los hondureños opinó que el gobierno de Lobo "hace poco a o nada para sacar a Honduras de la crisis" general (pobreza,  economía y los derechos humanos). Un 44. 4 por ciento de la población considera que el principal problema de país tiene que ver con la economía, al señalar el alto costo de la vida, el desempleo o la pobreza.
“La economía al interior de las familias (2011) anda por mal camino. El 57. 3 por ciento manifestó que la situación económica familiar siguió igual, y un 28.6 por ciento considera que empeoró”, apunta el sondeo del Equipo de Reflexión, Investigación y Comunicación de la Compañía de Jesús-ERIC-SJ;. sin embargo 'Pepe' Lobo se mantuvo optimista. En su primer informe a la nación (enero de 2011), el presidente sostuvo que durante los primeros 12 meses de su mandato se logró superar el aislamiento internacional que tuvo su origen en la crisis política de junio de 2009.
El mandatario afirmó que la normalización de las relaciones con la comunidad internacional permitirá a partir de 2011 mejorar la tasa de crecimiento y revertir el deterioro de la economía hondureña." La inversión pública y privada, las reservas internacionales, el crédito bancario, las finanzas públicas y el financiamiento internacional muestran ya señales de sustancial mejoría". La economía hondureña creció 2,6% en 2010, "con una inflación anual de 6.5 por ciento “dentro del rango programado”, un déficit de cuenta corriente externa de US$955 millones “en línea con lo previsto”" y reservas ascendieron a US$2.719,3M, afirmó el presidente.
Honduras cerró 2011 con 3,038 millones de dólares en reservas, superior en 106.8 millones de dólares a lo que registraba el 31 de diciembre de 2010, cuando había 2,931.3 millones de dólares, establece un informe financiero del Banco Central de Honduras (BCH).
A principios del 2013, "El analista Manuel Torres, director de la Agencia Audiovisuales y Análisis de Prensa, dijo a Efe que económica y socialmente el gobierno de Lobo no logró sacar al país de la crisis, con lo que dejará una herencia difícil al próximo gobierno...Pese a una cierta recuperación de indicadores en 2011, la administración de Lobo "fue incapaz de consolidar esa tendencia y de mejorar las condiciones de pobreza que afecta a la mayoría de la población".
"Añadió que Lobo cierra su tercer año de gobierno con muchos espejismos sobre sus logros, pero con un país que ha vuelto a niveles de endeudamiento interno y externo, como los que le permitieron a Honduras, a inicio del año 2000, acceder a la lista de países pobres altamente endeudados."

### Gabinete ministerial 2010-2014
| Ministerios/Secretarias actuales                                                                         | Encargado                                                                          |
| --- | ---------------------------------------------------------------------------------- |
| Vicepresidente de Honduras                                                                               |                                                                                    |
| Designados presidenciales de Honduras                                                                    | María Antonieta Guillén Vásquez, Víctor Hugo Bárnica y Samuel Armando Reyes Rendón |
| Ministerio de Economía                                                                                   | --                                                                                 |
| Contraloría General de la República de Honduras                                                          | --                                                                                 |
| Secretaría del Despacho Presidencial de Honduras                                                         | Licenciada María Antonieta Guillén Vásquez                                         |
| Secretaría de Gobernación de Honduras                                                                    | Áfrico Madrid                                                                      |
| Secretaría de Cultura, Artes y Deportes de Honduras                                                      | Tulio Mariano Gonzáles                                                             |
| Secretaría de Relaciones Exteriores de Honduras                                                          | Mireya Agüero                                                                      |
| Secretaría de Defensa Nacional de Honduras                                                               | Marlon Pascua Cerrato                                                              |
| Secretaría de Educación Pública de Honduras                                                              | José Alejandro Ventura/Marlon Oniel Escoto Valerio                                 |
| Secretaría de Salud Pública de Honduras                                                                  | Arturo Bendaña/Roxana Patricia Araujo                                              |
| Secretaría de Finanzas de Honduras                                                                       | William Chong Wong/Cerrato Rodríguez                                               |
| Secretaría de Obras Públicas, Transporte y Vivienda de Honduras                                          | Miguel Rodrigo Pastor Mejía                                                        |
| Secretaría de Trabajo y Seguridad Social de Honduras                                                     | Felicito Ávila/Carlos Montes Rodríguez                                             |
| Secretaría de Turismo de Honduras                                                                        | Nelly Karina Jerez                                                                 |
| Secretaría de Industria y Comercio de Honduras                                                           | José Adonis Lavaire                                                                |
| Secretaría de Agricultura y Ganadería de Honduras                                                        | Ramón Arturo Escobar                                                               |
| Secretaría de Recursos Naturales y Ambiente de Honduras                                                  | Rigoberto Cuéllar                                                                  |
| Secretaría de Seguridad de Honduras                                                                      | Arturo Corrales Álvarez/Pompeyo Bonilla Reyes                                      |
| Secretaría Técnica y de Cooperación Internacional                                                        | Julio César Raudales                                                               |
| Secretaría de Estado en los Despachos de Pueblos Indígenas y Afro hondureños                             | Luis Francisco Green                                                               |
| Secretaría de Estado en los Despachos de Desarrollo Social                                               | Hilda Hernández Alvarado                                                           |
| Secretaría de Estado en los Despachos de Juventud                                                        | Marco Antonio Midence Milla                                                        |
| Secretaría de Estado en los Despachos de Justicia y Derechos Humanos                                     | Ana A. Pineda H.                                                                   |
| Director del Instituto Nacional Agrario (INA)                                                            | César Ham Peña                                                                     |
| Ministro del Fonde Hondureño de Inversión Social (FHIS)                                                  | Gunther Von Wise                                                                   |
| Ministra Directora del Instituto Nacional de la Mujer                                                    | María Antonieta Botto                                                              |
| Ministra Directora del Programa de Asignación Familiar (PRAF)                                            | María Elena Zepeda                                                                 |
| Ministro Director del Instituto de Conservación y Desarrollo Forestal, Áreas Protegidas y Vida Silvestre | José Trinidad Suazo                                                                |

## Vinculación con el narcotráfico
Un exjefe de la droga de Honduras, confesó matar a 78 personas y está preso en Estados Unidos de América. El día lunes 6 de marzo, dijo que pagó enormes sobornos al expresidente Porfirio Lobo Sosa (2010-2014) y a su hijo Fabio Lobo a cambio de protección y contratos.
Devis Leonel Rivera Maradiaga, exlíder del cartel de Los Cachiros, quien se entregó a la DEA en diciembre de 2015, testificó el día lunes 6 de marzo de 2017 ante un tribunal de Nueva York a pedido del gobierno de Estados Unidos de América, en el marco del caso contra el hijo del exmandatario, Fabio Lobo, quien es acusado de conspirar para enviar cocaína a este país.
Las declaraciones de Rivera Maradiaga no han sido verificadas. Consultado por la AFP, el expresidente negó las acusaciones y dijo que nunca existió una reunión con narcotraficantes.
Durante más de tres horas y media, Rivera declaró ante la jueza Lorna Schofield que sus contactos con Lobo, con políticos aún en función, con policía y militares ayudaron al cartel a recibir toneladas de cocaína en Honduras.
Interrogado por el fiscal Emil Bové, Rivera afirmó que Los Cachiros pagaron sobornos a Porfirio “Pepe” Lobo Sosa cuando era candidato a la presidencia por 450,000 a 550,000 dólares, en dos ocasiones, a cambio de protección y contratos si era elegido.
Tras la elección de Lobo, el jefe narco dijo que volvió a reunirse con el presidente y que “nos recomendó que hiciéramos las empresas, que él nos iba a dar los contratos del gobierno para pagarnos el soborno que le habíamos dado para su campaña”
El 2 de octubre de 2019 comenzó en Estados Unidos el juicio contra Tony Hernández, exdiputado y hermano del presidente Juan Orlando Hernández, detenido en el aeropuerto de Miami en noviembre de 2018. Está acusado de narcotráfico -concretamente de exportar varias toneladas de cocaína a Estados Unidos-, posesión de armas y de estar vinculado a los asesinatos de dos narcotraficantes rivales en 2011 y 2013; el escándalo se convierte en político, ya que se sospecha que el presidente Juan Orlando Hernández y su predecesor, el expresidente Porfirio Lobo, utilizaron dinero del narcotráfico para financiar sus campañas electorales de 2009 y 2013.

## Acusaciones de fraude y lavado de activos
La Unidad Fiscal Especializada Contra Redes de Corrupción (Uferco) presentó en octubre de 2023 requerimiento fiscal en contra de los expresidentes Porfirio Lobo y Juan Orlando Hernández a quienes acusan por fraude y lavado de activos.
Porfirio Lobo es acusado por fraude en un caso que involucra también a seis altos exfuncionarios de la Secretaría de Finanzas y el Banco Nacional de Desarrollo Agrícola (Banadesa). En el caso, conocido como «Pandora», están involucrados el exministro de Finanzas, Wilfredo Cerrato, por fraude; los exgerentes de esta secretaría Lilia María Bográn y James Aldana Medina, y su director de presupuestos, Roberto Alonso Zúñiga, así como el exgerente de Banadesa Jorge Johny Handal y su exgerente financiero David Eduardo Ortiz, por violación de los deberes de los funcionarios y fraude.
Según las investigaciones de la Uferco, los acusados conformaron entre 2010 y 2013 «una red de corrupción» que participó en la ampliación y aprobación de desembolsos públicos por más de 288 millones de lempiras (cerca de 11,7 millones de dólares) autorizados a las fundaciones Todos Somos Honduras y Dibattista.

## Papeles de Pandora
En 2021 su nombre aparece en los Papeles de Pandora. Él, su esposa y su hijo figuran como propietarios de empresas registradas en paraísos fiscales. Algunas de ellas se crearon mientras era presidente de Honduras.